# Hofaue

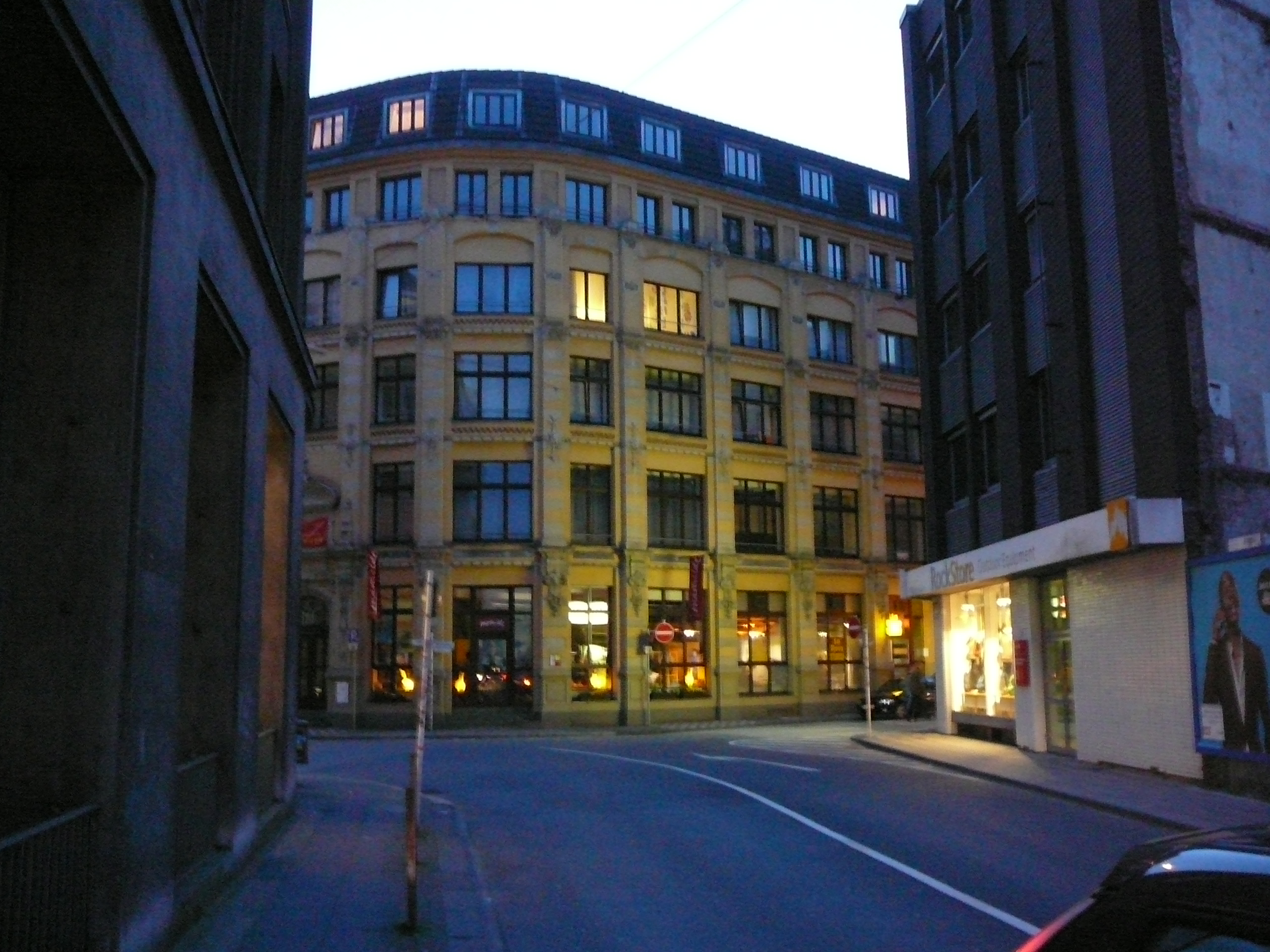
Blick in westlicher Richtung in die Kreuzung mit der Wesendonkstraße

Die Hofaue ist eine innerstädtische Straße in Elberfeld, einem Stadtteil von Wuppertal. Sie galt im ausgehenden 19. Jahrhundert und in der ersten Hälfte des 20. Jahrhunderts als Zentrum der Elberfelder Textilindustrie und war weltweit als Textilhandelsstraße bekannt. Von hier aus wurden über Großhandelsunternehmen die bergischen Textilprodukte in alle Welt verkauft.
Heute hat die Hofaue aufgrund der hohen Anzahl hier ansässiger Künstlerateliers, Malerbedarfsläden, Galerien und Restaurants Bedeutung als Künstlerviertel.

## Topografie
Die Straße beginnt in der Nähe des Schauspielhauses als Abzweig der Bundesstraße 7, die hier Bundesallee heißt, unmittelbar an der Einmündung zur Wupperstraße und führt als Einbahnstraße in nordwestlicher Richtung bis zur Bembergstraße. Hier wechselt die Einbahnstraße die Richtung, die dann nur in östliche Richtung befahren werden kann, so dass beide Fahrtrichtungen in die Bembergstraße münden. Im weiteren Verlauf trifft sie auf die Wesendonkstraße. Hier ändert sie die Richtung in einem stumpfen Winkel und läuft nun in südwestlicher Richtung weiter. Im weiteren Verlauf liegen die City-Arkaden auf der nördlichen Straßenseite, sie überspannen die Landesstraße 70, die hier in diesem Abschnitt Morianstraße heißt. Die Hofaue setzt sich auf der anderen Seite der siebenspurigen Hauptstraße fort und führt dann als Fußgängerzone weiter vorbei an den City-Arkaden zu dem innerstädtischen Platz Alte Freiheit, wo sich der Haupteingang der Arkaden befindet.

## Name
Den heutigen Namen „Hofaue“ bekam die Straße am 2. April 1901. Frühere Namen: im Urkataster 1824/25: Hofaue; Coutelle 1852: Hofaue und Hofauerstraße; Adressbücher 1850/58: Hofaue und Kleine Hofaue und ab 1864: Hofauerstraße.

## Geschichte
Ursprünglich war das Gelände um die Hofaue ein Kameralgut, erst mit Bewilligung der Garnnahrung 1527 nutzten die Bleicher hier die Wupperauen intensiver. Die ersten Parzellen wurden 1757 verpachtet und 1778 verkauft. Die ersten Patrizierhäuser im Rokokostil wurden errichtet. Die Straße mit den Häusern im bergischen Heimatstil galt als vornehme Adresse in Elberfeld.
Der Charakter der Straße änderte sich zusehends von einer vornehmen Wohnstraße zu einer Gewerbestraße mit Lagerhäusern und Produktionsstätten für Textilien. 1809 wurde die Hofaue als eine der ersten Straßen Elberfelds gepflastert. Sie war auch die erste, die später kanalisiert wurde. Zu dieser Zeit wurden bereits 53 Häuser in der Elberfelder Amtsrechnung als grundpachtpflichtig aufgezählt.
Durch eine Aktiengesellschaft wurde 1806 das erste Elberfelder Theater gebaut – das aber schon 1809 wieder geschlossen wurde (nach einer anderen Quelle 1811). Später wurde es durch einen Neubau ersetzt und 1844 eröffnet. 1882 musste es wegen Brandgefahr geschlossen werden. Daraufhin wurde am Brausenwerth ein neues Stadttheater gebaut und 1888 eröffnet.
Nach Beendigung der französischen Besatzung blühte der Textilhandel erst richtig auf und die Hofaue entwickelte sich zur Hauptstraße des Konfektionsgewerbes und Textilhandels. Über 200 Großhändler wurden hier ansässig und ließen Läger, Verkaufsetagen und Fabrikationen errichten. Als eines der ersten Unternehmen hatte sich Friedrich Seyd & Söhne 1864 hier niedergelassen. Weitere Unternehmen folgten, wie beispielsweise die Textilfabrik der „von Baum Kommanditgesellschaft“, die 1883 gegründet wurde. Sie war eines der ersten Unternehmen, das die Massenkonfektion von Herren- und Damenbekleidung betrieb. Das Kolkmannhaus, früher als „Lohmannhaus“ bekannt, wurde 1898 errichtet und beherbergte die damals bedeutendsten Textilhandelsunternehmen. In dem Gebäudekomplex befanden sich auch Gardinen- und Bekleidungsfabriken. Die Elberfelder Sonderverkaufstage von Friedrich Seyd & Söhne waren sehr beliebt im In- und Ausland. Bis zu 15.000 Menschen sollen auf der Straße zugegen gewesen sein.
Im Zweiten Weltkrieg wurde das Viertel in der Nacht zum 25. Juni 1943 von den Luftangriffen auf Wuppertal hart getroffen, nur ein Gebäude (Nr. 85) blieb von den Bomben verschont. In 55 Minuten wurden über 150 Unternehmen getroffen, Warenläger im Gesamtwert von über 30 Millionen DM wurden vernichtet. Die Werte an Gebäuden, Maschinen und sonstigen Einrichtungen waren um ein Vielfaches höher. Trotz des Wiederaufbaus nach dem Krieg konnte an die Bedeutung der Straße nicht mehr angeknüpft werden. Die Stimmung war an einem Tiefpunkt angelangt, viele Unternehmen hatten ihren Neuanfang fern von dieser Straße gestartet. Nach acht Jahren gab es nur noch wenige Lücken und Ruinen, 150 Unternehmen hatten sich bis 1950 wieder angesiedelt und erzielten geschätzte Gesamtumsätze von rund 80 Millionen DM.
Den Strukturwandel im Deutschland der 1970er Jahre brachte das endgültige Ende für viele Unternehmen in der Textilindustrie. Die Textilfabrik der „von Baum Kommandit-Gesellschaft“ verließ 1965 die Hofaue und bezog einen neuen Unternehmenssitz in Vohwinkel, heute ist sie als Immobilienunternehmen tätig.
Die Hofaue war in der zweiten Hälfte des 20. Jahrhunderts eine Nebenstraße, die vom Zentrum wegführte und unattraktiv war. Sie entwickelte sich als Wuppertals Rotlichtviertel und Straßenstrich. In den 1990er Jahren kam es wieder zur kontinuierlichen Aufwertung des Viertels. In den alten Textillagerhäusern wurden junge Unternehmen und solche des Dienstleistungssektors angesiedelt. Auch Kultureinrichtungen und Gastronomiebetriebe ließen sich hier nieder.
Seit Januar 2020 wird geplant die Hofaue in einer Immobilien- und Standortgemeinschaft (kurz: ISG) zu organisieren, um so die Attraktivität wieder steigern zu können. Hauptverantwortlicher für die Planungen ist der Hochschullehrer und Verleger im Bereich der Architekturtheorie Johannes Busmann.

## Bauwerke an der Straße
Zahlreiche Bauwerke und Einrichtungen befinden sich an dieser Straße, neun davon sind in der Baudenkmal-Liste der Stadt Wuppertal eingetragen. Bei weiteren fünf Objekten wurde die Eigenschaft als Baudenkmal geprüft, aber das Rheinische Amt für Denkmalpflege (RhAD) lehnte die Anträge ab.
alphabetisch sortiert
- Bankhaus J. Wichelhaus P. Sohn
- Baumsche Fabrik, ehemalige Textilfabrik der von Baum Kommandit-Gesellschaft
- City-Arkaden, ein Einkaufszentrum der ECE Projektmanagement
- Kolkmannhaus, (früher „Lohmannhaus“) – eine Station der Route Textil im Wuppertal, ferner Sitz der Bergischen Musikschule und des Neuen Kunstvereins Wuppertal
- Textilfabrik Uhlhorn & Klussmann